# Tour de Toowoomba
Le Tour de Toowoomba (en anglais : Tour of Toowoomba) est une course cycliste par étapes australienne disputée dans la région de Toowoomba. Créé en 2013, il ne fait pas partie de l'UCI Oceania Tour. Il fait en revanche partie du National Road Series de la Fédération australienne de cyclisme. 

## Palmarès de l'épreuve
| Année | Vainqueur         | Deuxième           | Troisième       |
| ----- | ----------------- | ------------------ | --------------- |
| 2010  | Patrick Shaw      | Dale Parker        | Ben Grenda      |
| 2011  | Patrick Shaw      | Alex Clements      | Calvin Watson   |
| 2012  | Mark O'Brien      | Michael Cupitt     | Jai Crawford    |
| 2013  | Nathan Earle      | Jack Haig          | Benjamin Dyball |
| 2014  | Jack Haig         | Mark O'Brien       | Timothy Roe     |
| 2015  | Michael Schweizer | Keagan Girdlestone | Brad Evans      |